# Charlotte Greenwood
Frances Charlotte Greenwood (25 de junho de 1890 — 28 de dezembro de 1977) foi uma atriz e dançarina norte-americana.

## Carreira
Nascida na Filadélfia, Greenwood começou no teatro de vaudeville, e estrelou espetáculos na Broadway, filmes e rádio, ela era mais conhecido por suas longas pernas e chutes altos, e se auto-definia como a  "... única mulher no mundo que poderia chutar uma girafa no olho."
Em 1913, o produtor teatral Oliver Morosco a convidou para o papel da rainha Ann Soforth em The Tik-Tok Man of Oz (mais conhecido como Tik-Tok of Oz). Em 1916, Morosco novamente a convidou para a peça teatral So Long Letty. Este papel fez dela uma estrela; ela repetiu-o em 1929 no filme de mesmo nome.
Ela apareceu em diversos filmes de Hollywood, co-estrelando ao lado de artistas célebres como Charles Ruggles, Betty Grable, Jimmy Durante, Eddie Cantor, Buster Keaton, e Carmen Miranda. A maioria de seus melhores trabalhos foram nos palcos, e elogiada por críticos como James Agate, Alexander Woollcott, e Claudia Cassidy. Um de seus papéis mais bem sucedidos foi como Juno no musical de Cole Porter Out of This World, devota da Ciência Cristã Charlotte Greenwood teria recusado o papel de uma "Madre Superiora" no musical The Sound of Music escrito por Rodgers & Hammerstein.

## Vida pessoal
Greenwood foi casada duas vezes, primeiro com o ator Cyril Ring, irmão da atriz Blanche Ring, seu segundo marido foi o compositor Martin Broones. A primeira união terminou em divórcio; a segundo com a morte Broones, Charlotte Greenwood não teve filhos em ambos os casamentos.
Charlotte Greenwood morreu em Los Angeles, Califórnia, de causas não reveladas, aos 87 anos.

## Filmografia

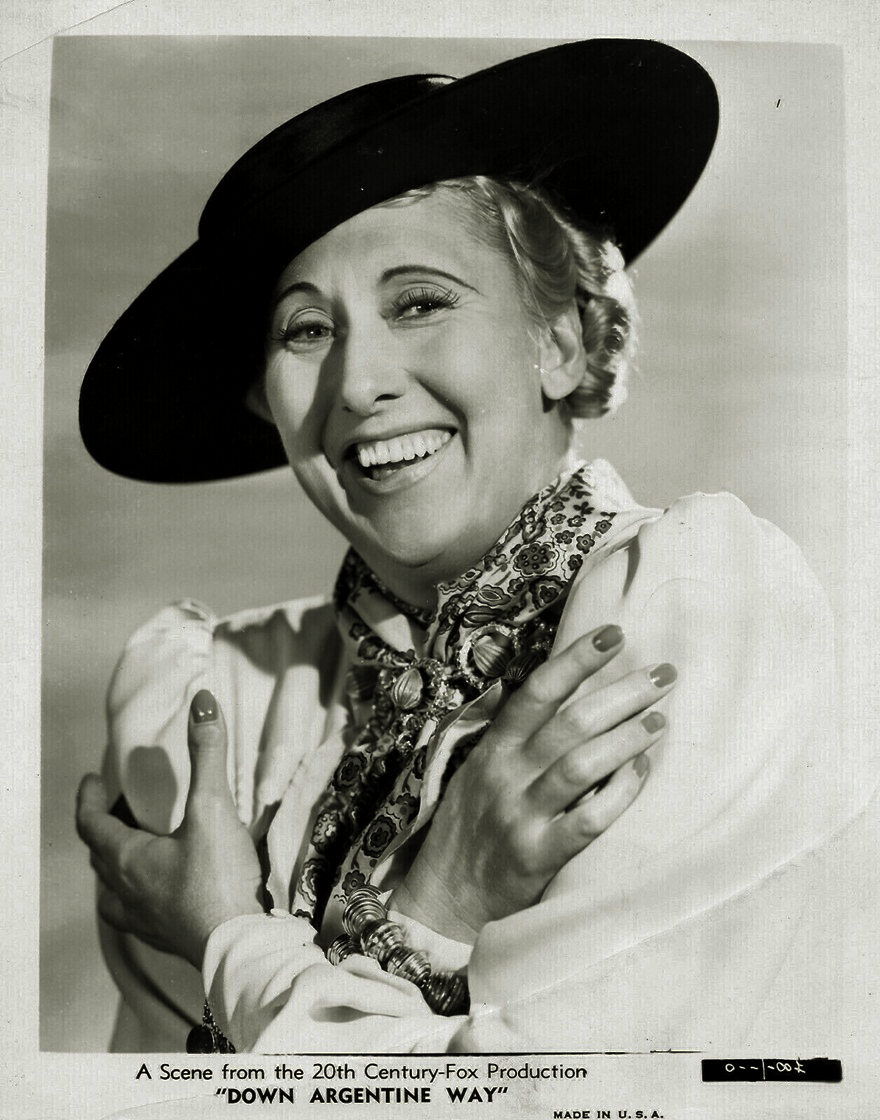
Charlotte Greenwood em Down Argentine Way.

- Jane (1915)
- Baby Mine (1928)
- So Long Letty (1929)
- Parlor, Bedroom and Bath (1931)
- Stepping Out (1931)
- The Man in Possession (1931)
- Palmy Days (1931)
- Flying High (1931)
- Cheaters at Play (1932)
- Orders Is Orders (1934)
- Star Dust (1940)
- Young People (1940)
- Down Argentine Way (1940)
- Tall, Dark and Handsome (1941)
- Moon Over Miami (1941)
- The Perfect Snob (1941)
- Springtime in the Rockies (1942)
- Dixie Dugan (1943)
- The Gang's All Here (1943)
- Up in Mabel's Room (1944)
- Home in Indiana (1944)
- Wake Up and Dream (1946)
- Driftwood (1947)
- The Great Dan Patch (1949)
- Oh, You Beautiful Doll (1949)
- Peggy (1950)
- Dangerous When Wet (1953)
- Oklahoma! (1955)
- Glory (1956)
- The Opposite Sex (1956)